# Otto Hampel och Elise Hampel

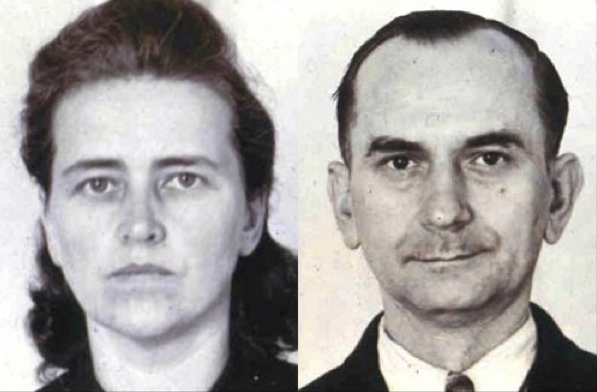
Elise och Otto Hampel.

Otto Hampel (1897–1943) och Elise Hampel (1903–1943) var ett par från Berlin-Wedding som gjorde motstånd mot nazisterna.

## Parets liv
Elise Hampel föddes i Bismark den 27 oktober 1903, gick ut grundskolan och jobbade så småningom som hushållerska. Otto Hampel föddes 1897 i Poznan ("Posen", dåvarande Tyskland). Efter tjänstgöring i den tyska armén under första världskriget jobbade han på Siemens i Berlin-Reinickendorf. Paret gifte sig 1935. Båda var från början på intet sätt fientligt inställda mot regimen. Elise Hampel var aktiv i nazisternas kvinnoorganisation NS-Frauenschaft och Otto Hampel hade före 1933 varit medlem i Stahlhelm, en grupp negativt inställd till Weimarrepubliken.

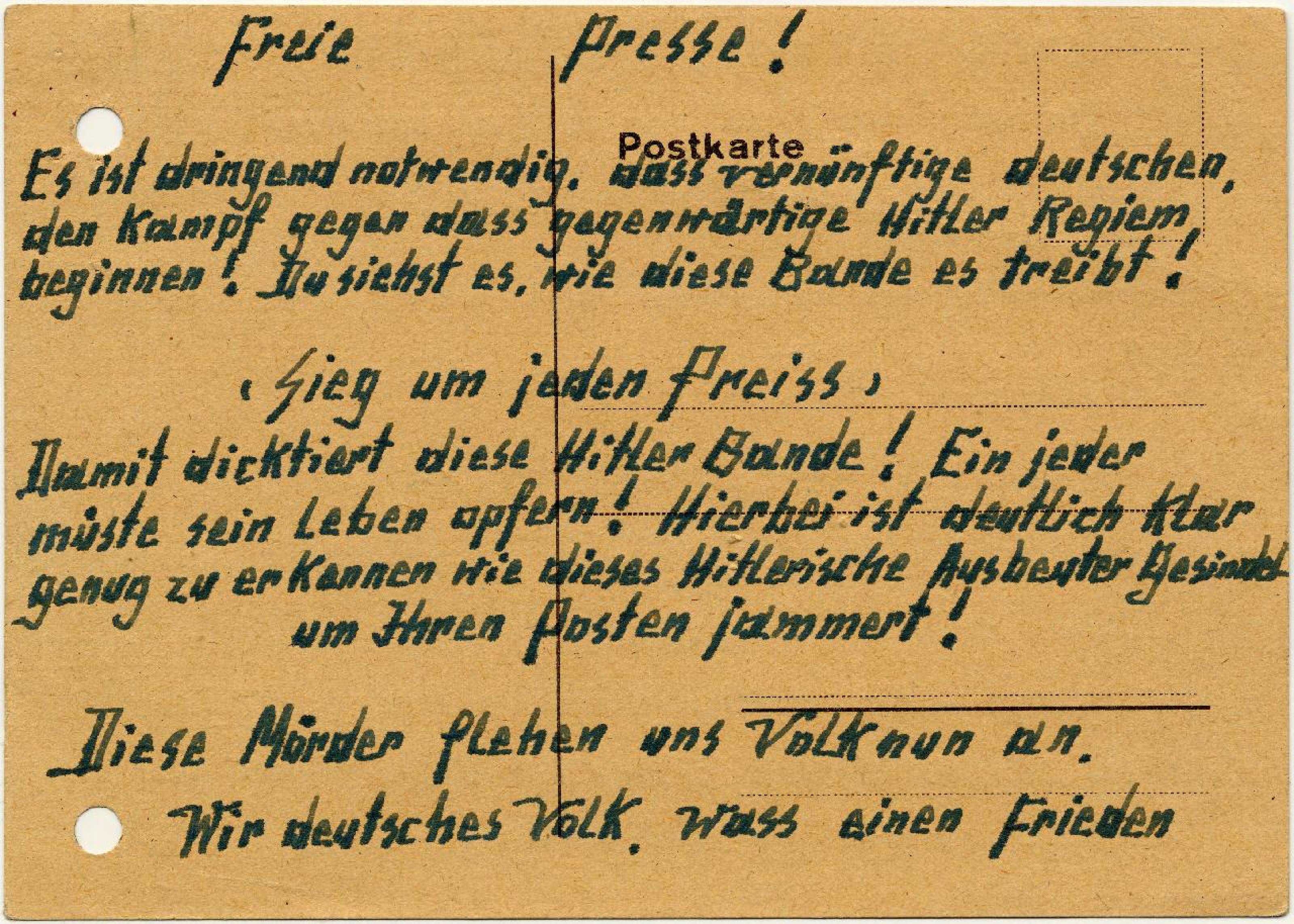
Ett av de vykort som paret Hampel spred

### Motståndet mot Tredje Riket
Förmodligen var det Elises brors död 1940 som ledde till en attitydförändring och som gjorde dem till motståndare. Mellan 1940 och 1942 spred de cirka 200 handskrivna kort som fördelades i hela staden men främst i närområdet av Amsterdamer Strasse 10, där de bodde. På korten uppmanade de att inte delta i nationalsocialistiska möten, att vägra delta i kriget och att störta Hitlerregimen. Nästan alla kort lämnades in till Gestapo. I september 1942 iakttogs Otto Hampel av en "uppmärksam folkkamrat" (aufmerksame Volksgenossin) vilket ledde till att paret arresterades. Volksgerichtshof åtalade dem för högförräderi och de dömdes till döden i januari 1943. Vid polisförhöret förklarade Otto Hampel att han kände sig lycklig vid tanken att kunna protestera mot Hitler och hans regim. Båda avrättades den 8 april samma år. En granne till paret berättade många år senare att ingen vågade prata om arresteringen eftersom Hitler som person var oantastlig och att minsta lilla kritik mot honom ledde till påföljder.

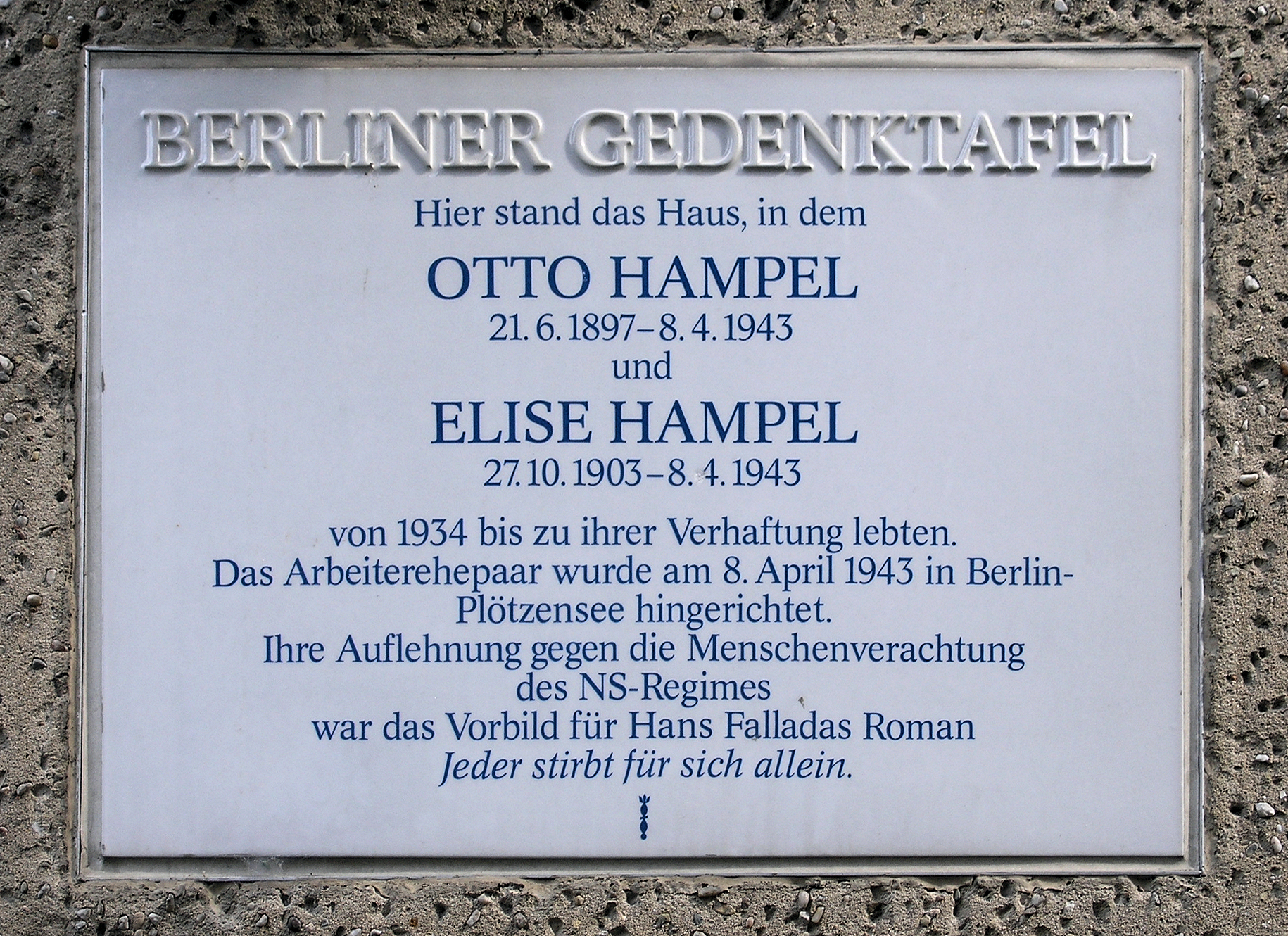
Minnestavla vid Amsterdamer Strasse 10

Den person som hade anmält Otto och Elise Hampel hette Waschke i efternamn. Hon fick reda på Hampels öde först efter kriget och dömdes 1948 till två års fängelse för brott mot mänskligheten. Efter Hampels död beboddes deras lägenhet av en SA-man och hans familj. Familjen dog när hela huset förstördes i en bombräd november 1943.

## Minnet av Otto och Elise Hampel

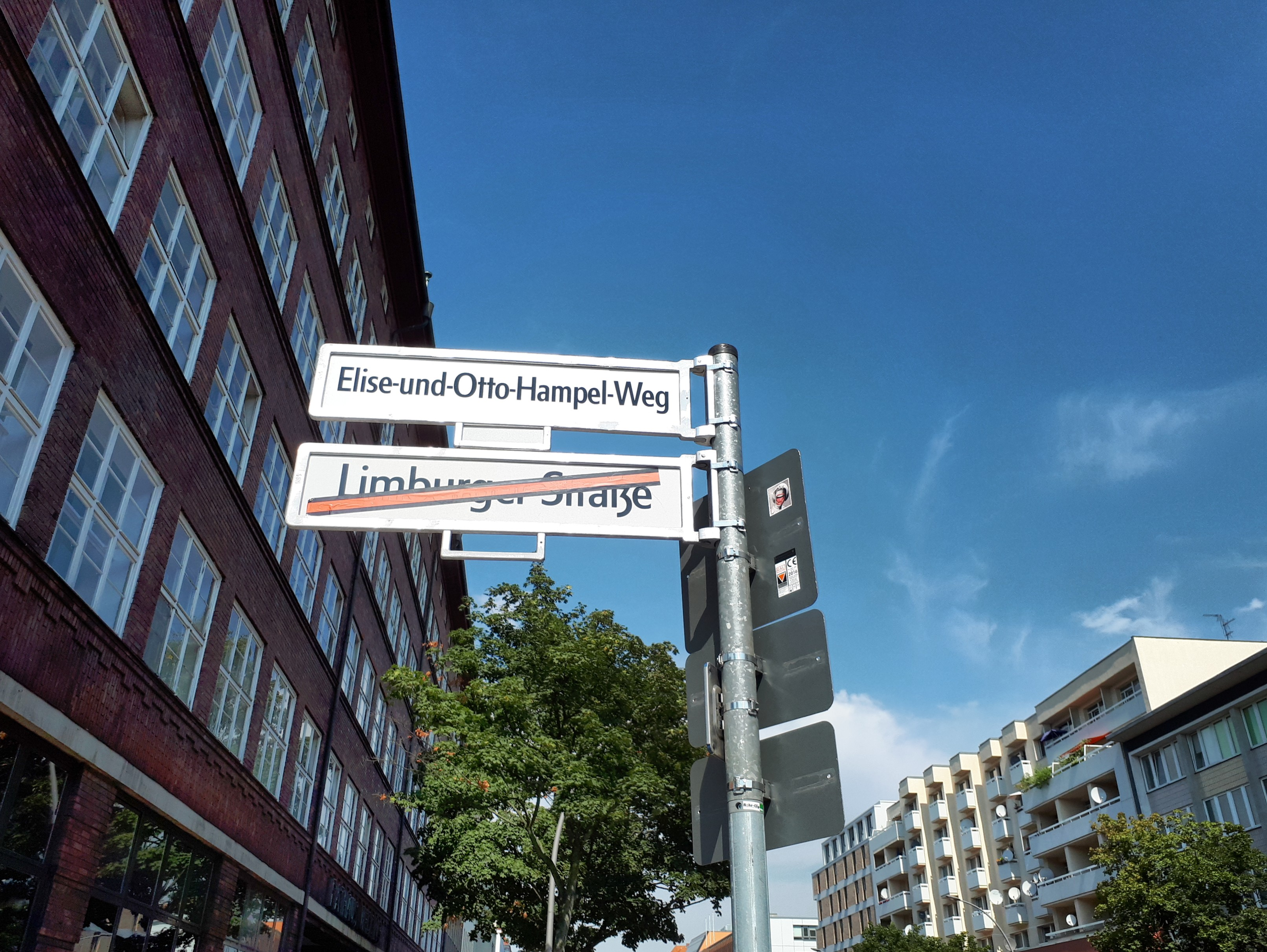
Gatuskylten vid "Elise-und-Otto-Hampel-Weg"

Den 8 april 1989 upprättades en minnestavla vid huset där paret bodde. År 2014 planerades att ett torg utan namn på Müllerstrasse (en huvudgata nära Amsterdamer Strasse 10) skulle uppkallas efter Otto och Elise Hampel. Trots att Berlin-Weddings stadsdelsnämnd röstade för förslaget vägrade markägaren först att ändra namnet med motiveringen att invånarna nära torget skulle få en ny adress som skulle vara svår att hitta. När det verkade som att man hade kommit överens avslogs begäran av Weddings trafiknämnd med motiveringen att ett nytt torg med nya nummer skulle förvirra de boende. Istället kommer en liten väg mellan Müllerstrasse och närliggande Genter Strasse att bli uppkallad efter paret Hampel. Utan någon officiell ceremoni beslutade Berlin-Weddings stadsdelsnämnd i mars 2018 att vägen numera heter "Elise-und-Otto-Hampel-Weg".

## Parets öde i bok och film

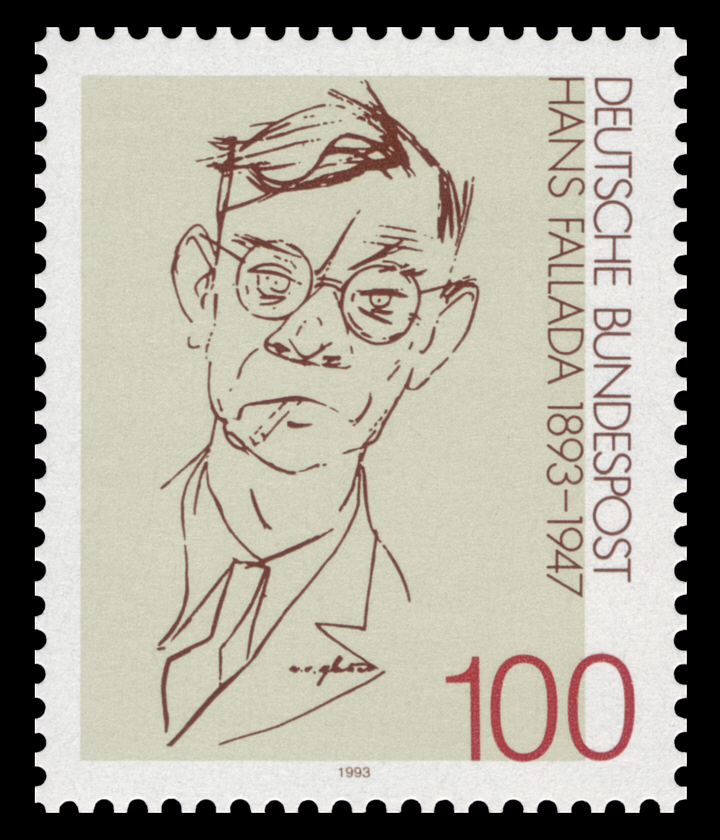
Frimärke till minnet av Hans Fallada

Otto och Elise Hampels öde beskrivs i romanen Ensam i Berlin av Hans Fallada (tysk originaltitel: Jeder stirbt für sich allein). Fallada använde sig av Gestapos förhörsprotokoll och skrev boken under ett fåtal veckor hösten 1946. Idén till att skriva boken hade han fått av Johannes Becher som hade gett Fallada förhörsprotokollen. Fallada tyckte först att det var opassande att han skulle skriva romanen eftersom han såg sig som medlöpare som inte hade gjort motstånd mot naziregimen. Slutligen skrev han bokens 866 sidor på fyra veckor. Romanen följer historien i grova drag, men vissa ändringar gjordes. Exempelvis heter makarna inte Hampel utan Quangel och de bor inte i Wedding utan i Prenzlauer Berg (även det en arbetarstadsdel på 1930- och 1940-talet). Boken gavs ut redan 1947 (i en förkortad version) men en internationell bästsäljare blev den först på 2000-talet när ett litet amerikanskt förlag översatte boken till engelska. Enbart i Storbritannien såldes 400 000 exemplar av boken. Efter den internationella succén utgavs även en ny (oförkortad) version av boken på tyska.
Boken filmatiserades flera gånger, bland annat 1976 med Hildegard Knef och Carl Raddatz i huvudrollerna (svensk titel: "Den starka kvinnan") och 2016 med Daniel Brühl, Emma Thompson och Brendan Gleeson.